# Canthidium versicolor
Canthidium versicolor là một loài bọ cánh cứng trong họ Bọ hung (Scarabaeidae).